# السباحة في دورة ألعاب غرب آسيا 2002
أُقيمت منافسات السباحة في دورة ألعاب غرب آسيا 2002 في مجمع فهد الأحمد للسباحة في مدينة الكويت، الكويت خلال الفترة من 4 أبريل حتى 7 أبريل 2002.
تضمن البرنامج منافسات للرجال فقط شملت 16 مسابقة. شاركت تسع دول هي: إيران، سوريا، الكويت، السعودية، الأردن، الإمارات، فلسطين، قطر ولبنان.

## الفائزون بالميداليات
| Event                   | الذهبية                  | الذهبية  | الفضية                 | الفضية   | البرونزية                              | البرونزية |
| ----------------------- | ------------------------ | -------- | ---------------------- | -------- | -------------------------------------- | --------- |
| 50 متر حرة              | محمد يماني · السعودية    | 24.58    | فادي جلب · سوريا       | 24.62    | زيد المرفي · الأردن                    | 25.00     |
| 100 متر حرة             | نعيم المصري · سوريا      | 54.26    | فهد العتيبي · الكويت   | 54.33    | ثامر الشمروخ · الكويت                  | 54.36     |
| 200 متر حرة             | فادي كوزماه · سوريا      | 1:57.01  | فهد العتيبي · الكويت   | 1:57.51  | منصور المنصور · الكويت                 | 1:59.06   |
| 400 متر حرة             | فادي كوزماه · سوريا      | 4:07.97  | ثامر الشمروخ · الكويت  | 4:11.91  | نعيم المصري · سوريا                    | 4:18.75   |
| 1500 متر حرة            | نعيم المصري · سوريا      | 16:36.36 | ثامر الشمروخ · الكويت  | 16:41.48 | صالح محمد · سوريا                      | 17:17.88  |
| 100 متر ظهر             | منصور المنصور · الكويت   | 1:00.23  | فهد العتيبي · الكويت   | 1:00.64  | ماهر المطير · السعودية                 | 1:02.49   |
| 200 متر ظهر             | منصور المنصور · الكويت   | 2:12.75  | صالح محمد · سوريا      | 2:22.59  | زين العابدين قلي · الكويت              | 2:24.77   |
| 100 متر صدر             | أحمد القضماني · السعودية | 1:06.02  | محمود سياح · سوريا     | 1:08.60  | بكتاش غيدي · إيران                     | 1:09.90   |
| 200 متر صدر             | أحمد القضماني · السعودية | 2:22.71  | محمود سياح · سوريا     | 2:30.57  | محمود الجدعان · سوريا                  | 2:31.94   |
| 100 متر فراشة           | محمد يماني · السعودية    | 57.89    | منصور المنصور · الكويت | 57.92    | وليد القحطاني · الكويت                 | 58.27     |
| 200 متر فراشة           | فادي كوزماه · سوريا      | 2:06.60  | وليد القحطاني · الكويت | 2:08.38  | منصور المنصور · الكويت                 | 2:12.56   |
| 200 متر متنوع فردي      | فهد العتيبي · الكويت     | 2:11.92  | محمود الجدعان · سوريا  | 2:14.26  | عبيد الجسمي · الإمارات العربية المتحدة | 2:14.49   |
| 400 متر متنوع فردي      | نعيم المصري · سوريا      | 4:41.68  | محمود الجدعان · سوريا  | 4:48.31  | فهد العتيبي · الكويت                   | 4:49.00   |
| 4 × 100 متر حرة تتابع   | الكويت                   | 3:36.50  | السعودية               | 3:37.46  | سوريا                                  | 3:42.88   |
| 4 × 200 متر حرة تتابع   | الكويت                   | 7:56.63  | سوريا                  | 8:04.91  | السعودية                               | 8:06.87   |
| 4 × 100 متر متنوع تتابع | السعودية                 | 3:59.25  | الكويت                 | 4:02.17  | سوريا                                  | 4:11.81   |

## جدول الميداليات
*   البلد المضيف (مضيف)
| المرتبة | فريق                           | ذهبية | فضية | برونزية | المجموع |
| ------- | ------------------------------ | ----- | ---- | ------- | ------- |
| 1       | سوريا (SYR)                    | 6     | 7    | 5       | 18      |
| 2       | الكويت (KUW)                   | 5     | 8    | 6       | 19      |
| 3       | السعودية (KSA)                 | 5     | 1    | 2       | 8       |
| 4       | إيران (IRI)                    | 0     | 0    | 1       | 1       |
| 4       | الأردن (JOR)                   | 0     | 0    | 1       | 1       |
| 4       | الإمارات العربية المتحدة (UAE) | 0     | 0    | 1       | 1       |
| المجموع | المجموع                        | 16    | 16   | 16      | 48      |

## وصلات خارجية
- المجلس الأولمبي الآسيوي - دورة ألعاب غرب آسيا 2002